# 대만의 문화
대만의 문화(대만어: Tâi-oân ê bûn-hòa, 중국어 정체자: 臺灣文化)는 대만의 지리적 위치와 종족 구성에 따라 중국 대륙의 한(漢)문화를 중심으로 대만 토착민 문화, 일본 문화, 유럽 문화등의 영향이 서로 만난 문화이다.

## 토착민 문화
대만 토착민들은 가장 먼저 대만에 살았던 민족으로, 오스트로네시아어족 계통의 언어를 사용하여, 이들이 쓰는 언어는 이 언어의 가장 오래된 형태에 가깝다. 토착민들은 종족에 따라 농업,어업,수렵등 다양한 일로 생계를 꾸렸으며, 의복을 제작하고, 전통춤을 추는등의 고유문화가 있다. 오늘날 토착민 문화는 한족이 많이 사는 평지에 사는 경우 한족문화에 동화되어 있다. 각 부족마다 문화에도 차이가 있어 가족제도만 해도 부눈족은 부계씨족제도인데, 아미족은 모계씨족제도이며, 루카이족이나 파이완족은 부계 모계를 모두 잇는 양계씨족제에 귀족제도까지 있다. 토착민들은 조상의 넋을 기리는 제사를 중시하며 산마루에 조상님의 넋이 깃들어 있다고 믿는다. 풍년이 들면 풍년제라는 제사를 지낸다.
전통음악과 공예품 제작도 토착민 문화의 일부이다.

## 한족 문화
대만 문화의 주류를 이루는 문화로 중국남부가 기원이며, 제각기 지역색이 있다.

## 일본 문화
대만은 50년동안 일본의 식민지배를 받아, 일본 문화의 영향을 적지 않게 받았다. 일본은 초반에 민족분리정책을 실시했으나, 나중에는 동화정책(황국신민화)을 실시했으며, 창씨개명, 일본옷 착용, 일본어 강제, 민간신앙금지등이 이어졌다.
일치(日治)시대(대만에서 일제시대 부르는 말) 때 지어진 근대 일본풍의 건축물들(대만 총독부 건물이 대표적)이 대부분 현재도 허물어지지 않고 그대로 쓰이고 있으며, 국가기간철도망이나 교통시스템등도 일본 것이 채용되어 있다. 지명에서도 대만 제2의 도시인 가오슝(高雄)을 비롯하여 清水、松山등의 지명이 있는데, 이들은 일본 지명에서 따와 명명된 것이다. 언어에서도 식민지 기간 동안 일본어가 주로 한자를 매게로 들어와 도시락을 가리키는 便當/弁当（飯盒）생선회를 가리키는 刺身（生魚片）, 간판, 看板（招牌）주문, 注文（預定）기분 氣持 등의 낱말이 일본어에서 들어와 쓰이고 있다.(괄호는 중국어 단어) 일본제 한자어를 중국음으로 바꿔 읽는 것 말고, 일본 고유어를 한자로 음차하여 쓰기도 하는데, 예를 들어 甜不辣는 어묵을 가리키는 일본어 덴뿌라를 한자로 표음한 것이다.
일본 패전 이후 대만의 지배권을 이양받은 중화민국 정부는 일제잔재 청산작업을 벌여 여러 가지 일본문화를 지우려고 하였으나, 1990년 이후 정부시책이 개방쪽으로 바뀌면서 다시 일본대중문화가 들어와 매우 인기를 얻게 되었다. 대만에서 일본 대중문화에 열광하는 젊은이들을 가리켜 합일족(哈日族)이란 단어를 쓰기도 한다. 대만의 노년층 가운데는 일본 문화에 향수를 느끼는 사람도 많다고 한다.

## 유럽 문화
가톨릭, 개신교를 포함한 종교의 전래에 이어 대만일치시기 이후 중화민국 시대에 접어들면서 6.25 전쟁, 양안위기 등으로 미국과의 국교 소멸 이전에는 중화민국과 미국이 방위 협력 관계라서 미국 문화의 영향도 대만에 미쳤다. 이어 헐리우드 영화, 맥도널드 같은 문화, 기업 등이 다른 비유럽 지역과 마찬가지로 대만에도 폭넓게 들어와 있다.

## 같이 보기
- 대만 영화
- 대만 연극
- 가자희